# محاصره کاماکورا (۱۳۳۳)
محاصره کاماکورا (انگلیسی: Siege of Kamakura) نبردی در جنگ گنکو (ژاپن) و پایان قدرت خاندان هوجو و سلطنت شیکن (معاون شوگون) بود که به مدت بیش از یک قرن بر شوگون‌سالاری کاماکورا تسلط داشت. نیروهای وفادار به امپراتور گودایگو و به رهبری نیتا یوشیسادا از چندین جهت وارد شهر شدند و آن را ویران کردند؛ در پایان رهبران هوجو به معبد خانوادگی هوجو (بوداجین)، توشو-جی عقب‌نشینی کردند، جایی که با بقیه خاندان خودکشی کردند.